# 廷克維爾 (新罕布什爾州)
廷克維爾（英語：Tinkerville）是位於美國新罕布什爾州庫斯縣的非建制地區。

## 地理
廷克維爾所處的海拔為高於海平面309米（即1014英呎），而該地所採用的時區為UTC-5，即北美东部时区（EST）。同時該地設有夏令時間，為UTC-5調快一小時，即UTC-4（EDT）。